# Calymmaria virginica
Calymmaria virginica är en spindelart som beskrevs av Ernst Heiss och Draney 2004. Calymmaria virginica ingår i släktet Calymmaria och familjen panflöjtsspindlar. Inga underarter finns listade.